# Wolsing-mordet
Wolsing-mordet er en uopklaret dansk mordsag fra 1950, som udspandt sig på Lolland, hvor landbrugsmedhjælper Ejnar August Christensen Wolsing blev myrdet. Charles Clausen blev dømt for mordet, men siden frikendt og tilkendt erstatning.

## Om drabet
Lørdag den 3. juni 1950 var en pumpemester og hans hustru ude at gå nederst i deres have, som lå ud mod en sø og kanalen ved Kramnitze ved Holeby på Lolland. Parret så noget mærkeligt, som vidste sig at være liget af den 45-årige Ejnar Wolsing. Wolsing havde været savnet siden 19. maj samme år og havde ligget i vandet siden, og liget var derfor i stærk opløsning. I begyndelsen var det ikke klart, om der var tale om en forbrydelse; men af obduktionserklæringen fremgår det, at han var blevet smidt i kanalen efter, at han var død. Senere fandt politiet hans cykel og andre personlige ejendele i kanalen. I hans pung blev der fundet 1.800 kroner, hvilket fik politiet til at konkludere, at der ikke var tale om et rovmord.
Den 16. februar 1951 blev husmand Charles Clausen idømt 10 års fængsel for mordet. Da han ankede og klagede over dommen, blev retssagen genoptaget og flyttet fra Lolland til København, da der var tvivl om nævningenes neutralitet. Clausens forsvarsadvokat fik ham frikendt, løsladt og tilkendt en erstatning for uberettiget fængsling. Siden er der ikke kommet nyt i drabssagen, som er uopklaret.
I 2013 kom de gamle effekter og bevismaterialer fra sagen frem, da et glemt rum dukkede frem under ombygninger af Maribo arrest. De er nu afleveret på Politihistorisk Museum.